# Otto Wobbe
Otto Wobbe (* 10. April 1868 in Greifswald; † 9. Mai 1945 ebenda) war ein deutscher Heimatforscher und Schriftsteller.

## Leben
Otto Wobbe wurde im damaligen Hotel Preußischer Hof in der Baderstraße 3 als zweites von sieben Kindern des Hoteliers und Weinhändlers Carsten Wobbe geboren. Er gehörte 1892 zu den fünf Gründungsmitgliedern des Koopmännischen Ruderclubs Hilda. Ab 1912 betrieb er im Haus Fischstraße 11 eine Weinhandlung und Gaststätte. 1923 musste er sein Geschäft aufgeben, verkaufte das Haus und ging nach Reinfeld bei Lübeck, um sich der Schriftstellerei zu widmen. Als er durch die Inflation sein restliches Vermögen verlor, kehrte er wieder nach Greifswald zurück.
Er wirkte in seiner Heimatstadt Greifswald im Museumsverein, als Lokalredakteur und als Geschäftsführer der Deutschnationalen Volkspartei (DNVP). Zwischen 1919 und 1921 gab er seine Autobiografie Aus einem bescheidenen Leben in drei Bänden heraus. Ab 1924 war er für die Wochenbeilage Heimatleiw un Muddersprak der Greifswalder Zeitung verantwortlich. Für sein Schaffen erhielt er 1928 eine Ehrengabe des preußischen Kultusministeriums. Ab 1938 erhielt er von der Stadt Greifswald einen Ehrensold von jährlich 1200 Reichsmark auf Lebenszeit.
Nach der Kapitulation der Wehrmacht nahm er sich am 9. Mai 1945 in seiner Wohnung in der Wiesenstraße 67 das Leben.
Laut Anzeige der Totenfrau Meta Lichtwardt (1900–1970) und des den Totenschein ausfüllenden Arztes  Gustav Jahn (1866–1952) ist unter der Sterbebuch Nr. 1035 von 1945 der Tod von Otto Wobbe in seiner Wohnung in der Greifswalder Wiesenstraße 67 am 9. Mai um 0 Uhr 30 Minuten mit den Diagnosen Verkalkung, Herzschwäche und Schlaganfall im Alter von 77 Lebensjahren eingetreten. Seine Grabstelle befindet sich auf dem Neuen Friedhof in Greifswald und wird von der Friedhofsverwaltung gepflegt.
Sein schriftlicher Nachlass befindet sich im Stadtarchiv Greifswald. 

## Werke (Auswahl)
- Aus einem bescheidenen Leben. 3 Bände. Greifswald 1919–1921.
- Klocken und Klingeln. Abel, Greifswald 1933.
- Festschrift zur 300-Jahrfeier der Bürger-Schützen-Kompagnie Greifswald 1634–1934. Greifswald 1934.